# Ligne de Sommières à Gallargues
La ligne de Sommières à Gallargues est une ancienne ligne ferroviaire française à écartement standard et à voie unique du département du Gard, en France. Elle reliait la gare de Sommières à celle de Lunel[réf. nécessaire].

## Histoire
La ligne, qui s'inscrit dans une liaison de Lunel au Vigan, est concédée à la Compagnie des chemins de fer de Paris à Lyon et à la Méditerranée (PLM) par une convention entre le ministre secrétaire d'État au département de l'Agriculture, du Commerce et des Travaux publics et la compagnie signée le 1er mai 1863. Cette convention a été approuvée par un décret impérial le 11 juin 1863.
La ligne (PK 61,079 à 72,402) est déclassée en totalité par décret le 12 novembre 1954.

## Caractéristiques

Carte du chemin de fer de Montpellier à Nîmes (XIXe siècle) : Sommières et Gallargues apparaissent au centre de la carte mais la ligne ne figure pas.